# Eileen Myles

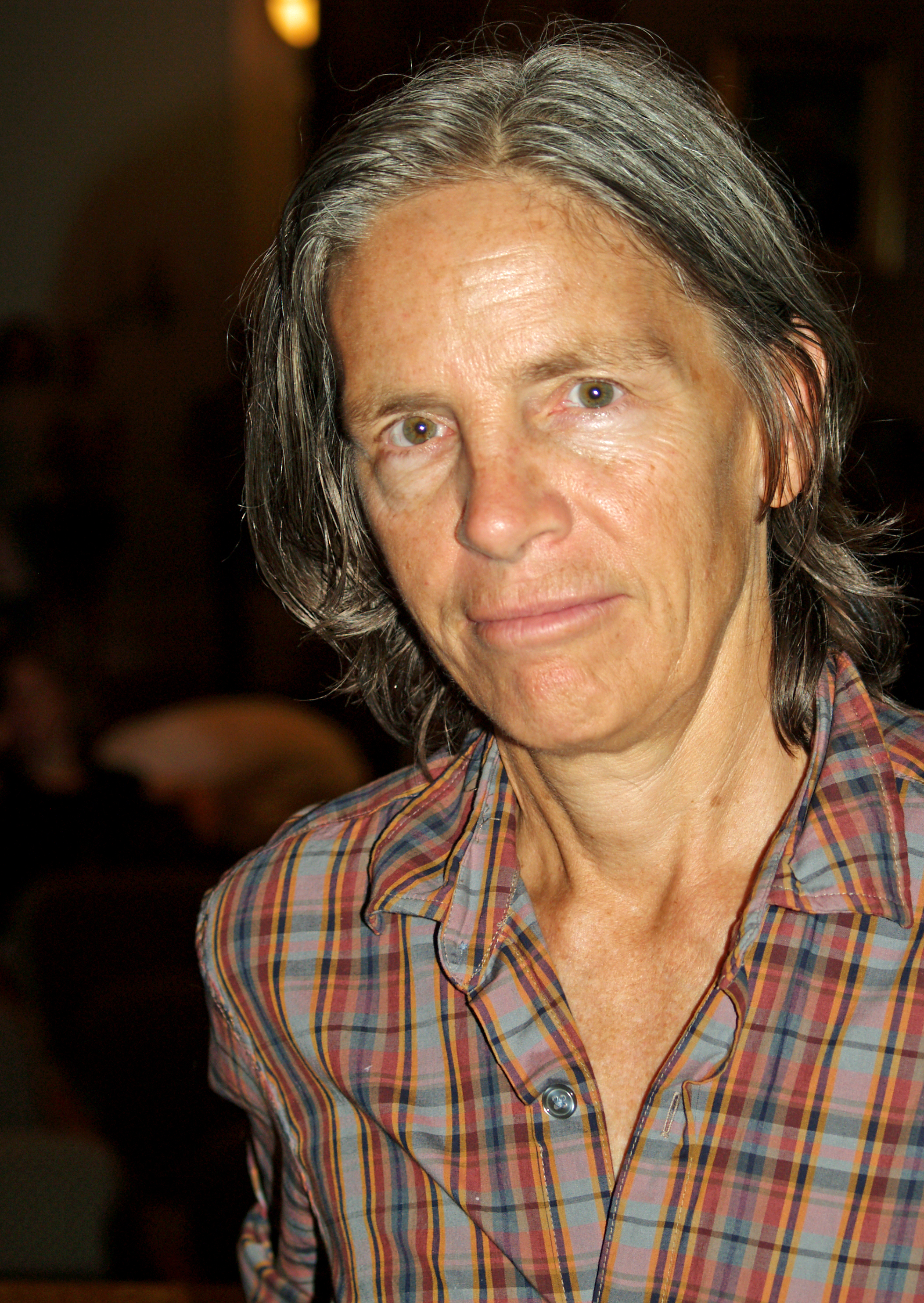
Eileen Myles beim Brooklyn Book Festival (2008)

Eileen Myles (* 9. Dezember 1949 in Cambridge, Massachusetts) ist eine US-amerikanische nichtbinäre Person, bekannt für Werke der Poesie, Fiktion und Non-Fiktion sowie für Theaterstücke.

## Leben
Eileen Myles zog 1974 nach New York City und nahm dort an Schreibworkshops des St. Mark’s Poetry Project teil. An der Kirche St Marks im East Village war Myles ab 1984 bis 1986 mit der künstlerischen Leitung eines Poetry Project befasst. Ab 2002 hatte Myles für fünf Jahre eine Professur für Kreatives Schreiben an der University of California, San Diego (UCSD) inne. Die UCSD finanzierte ein Forschungs- und Reisestipendium, welches das Schreiben von Inferno (2010) sowie von Hell, einer von Michael Webster komponierten Oper, für die Myles das Libretto schrieb, ermöglichte. Seit dem Verlassen der UCSD im Jahr 2007, ist Myles Visiting Writer am Bard College. Myles verfasste mehrere schriftstellerische Werke.
Im Oktober 2017 erklärte sich Myles in einem Interview als nichtbinär und nutzt im Englischen das geschlechtsneutrale Pronomen they.

## Werke (Auswahl)

### Poesie
- The Irony of the Leash, Jim Brodey Books, 1978.
- Anne Waldman, Eileen Myles: Polar Ode Dead Duke Books, New York 1979.
- A Fresh Young Voice from the Plains. Power Mad Press, New York 1981.
- Sappho's Boat: Poems Little Caesar, Los Angeles 1982.
- Not Me. MIT Press, New York 1991, ISBN 978-0-936756-67-7.
- Maxfield Parrish: Early and New Poems. Black Sparrow, Santa Rosa 1995, ISBN 978-0-87685-974-2.
- School of Fish. Black Sparrow, Santa Rosa 1997, ISBN 978-1-57423-033-8.
- Skies. Black Sparrow, Santa Rosa 2001, ISBN 978-1-57423-174-8.
- on my way. Faux Press, Cambridge 2001, ISBN 978-0-9710371-3-7.
- Eileen Myles, Larry C. Collins (Illustration): Tow. Lospeccio Press, New York 2005.
- Sorry, Tree. Wave Books, Seattle 2007, ISBN 978-1-933517-20-9.
- Snowflake/different streets. Wave Books, Seattle 2012.
- I Must Be Living Twice: New and Selected Poems. Harper Collins, 2016, ISBN 978-0-06-238910-7.

### Romane
- Bread and Water. Hanuman Books, New York 1986, ISBN 978-0-937815-02-1.
- 1969. Hanuman Books, New York 1989, ISBN 978-0-937815-25-0.
- Chelsea Girls Matthes & Seitz, Berlin 2020 ISBN 978-3-95757-839-6.
- Cool for You. Soft Skull Press, New York 2000, ISBN 978-1-887128-59-9.
- Inferno. OR Books, New York 2010, ISBN 978-1-935928-06-5.

### Sachbücher
- Liz Kotz, Eileen Myles: The New Fuck You: adventures in lesbian reading. MIT Press, New York 1995 ISBN 978-1-57027-057-4.
- The Importance of Being Iceland. MIT Press, New York 2009 ISBN 978-1-58435-066-8.
- Afterglow (a Dog Memoir). Grove Press, 2017, ISBN 978-0-8021-2709-9.
- Evolution. Grove Press, 2018, ISBN 978-0-8021-2850-8.
- For Now. Yale University Press, 2020, ISBN 978-0-300-24464-9.

## Auszeichnungen und Preise (Auswahl)
- 1980: Stipendium für öffentliche Dienste des Staates New York (Poesie)
- 1989: National Endowment for the Arts (NEA) Performance/Inter-Arts Grant (Moderne Kunst)
- 1995: Ludwig-Voegelstein-Preis
- 1995: Franklin Furnace Performance Fund
- 1995: Lambda Literary Award
- 1998: Lambda Literary Award
- 2004: Forschungs- und Reisestipendium, University of California, San Diego
- 2010: Shelley Award, Poetry Society of America[1]
- 2011: Lambda Literary Award für Inferno[1]
- 2012: Guggenheim-Stipendium, Afterglow (Erinnerungen)[1]
- 2016: Clark Prize for Excellence in Arts Writing[1]
- 2016: Creative Capital Award[1]